# Mori Terumoto

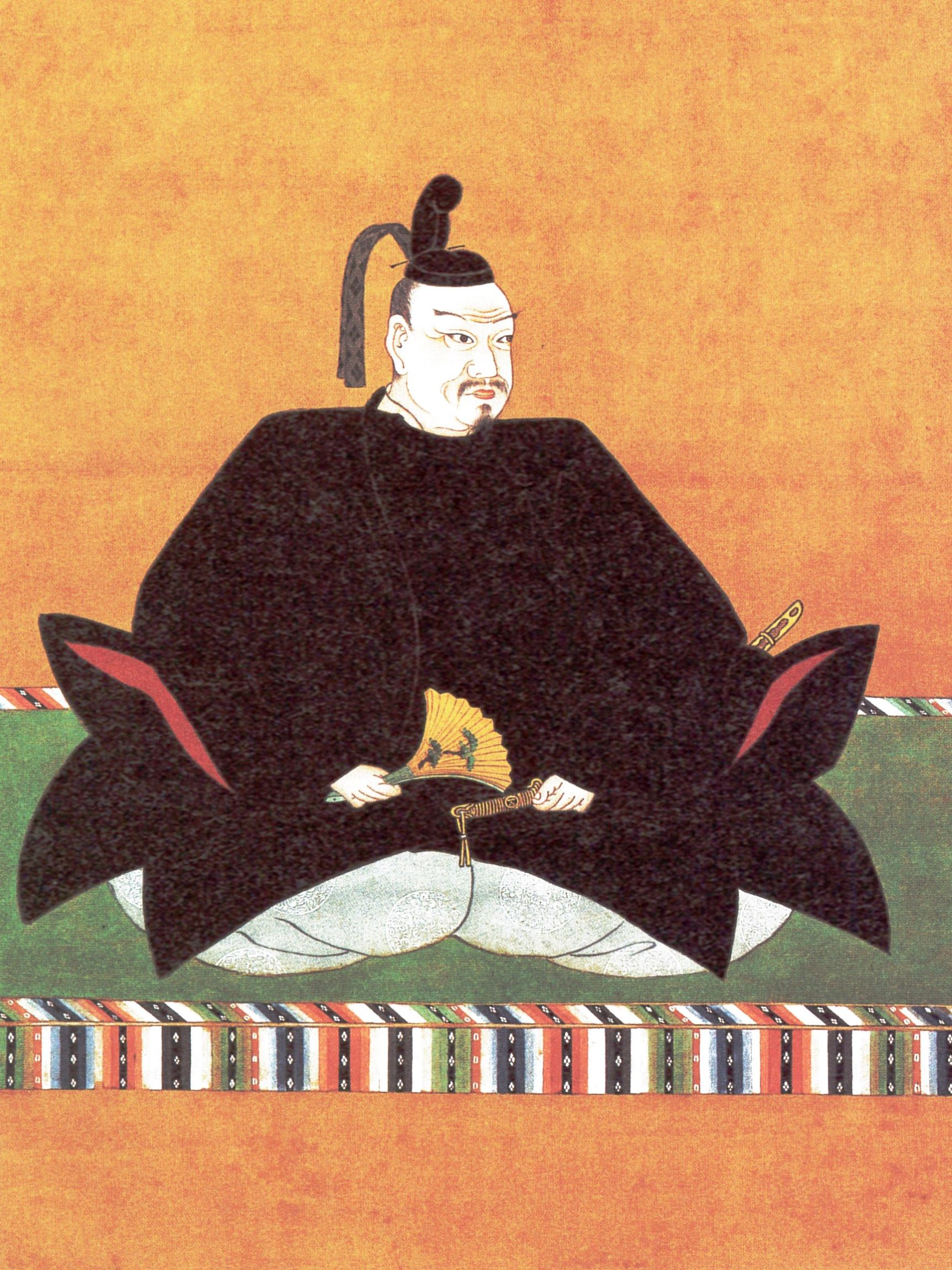
Mori Terumoto

Mōri Terumoto (毛利 輝元, 22 januari 1553 - 27 april 1625) werd geboren als Mōri Kotsumaru. Hij was de zoon van Mōri Takamoto en kleinzoon van de daimyo Mōri Motonari. Tijdens de Genpuku-ceremonie, waarin een samoerai meerderjarig of volwassen geacht werd te zijn, kreeg Kotsumaru de naam Terumoto. Het eerste deel van zijn naam kreeg Terumoto van de shōgun Ashikaga Yoshiteru, wat een grote eer was voor de Mōri-clan. De Mōri daimyō, Motonari, stierf in 1571. Aangezien Terumoto's vader Takamoto al in 1563 was gestorven, werd Terumoto daimyō van de Mōri. Na de slag bij Sekigahara, waarbij de Mōri aan de kant van het Westelijk Leger stonden en de slag verloren, stond Terumoto bekend als een Tōzama daimyō.